# Mary Cheney
Pour les articles homonymes, voir Cheney (homonymie).
Mary Claire Cheney, née le 14 mars 1969, est la fille cadette de Dick Cheney, vice-président des États-Unis de George W. Bush entre 2001 et 2009. Elle a pris une part active au sein du Parti républicain à la campagne pour la réélection de George W. Bush et de son père en 2004.

## Biographie
Elle s'est opposée à l'amendement constitutionnel d'interdiction du mariage entre personnes de même sexe qui revenait pour elle à « inscrire le principe de la discrimination dans la Constitution » (déclaration sur Fox News, mai 2006) bien que le Parti républicain ait fait de cet amendement, l'un des éléments de sa plateforme électorale. Elle a reconnu avoir été « très près » de quitter son poste au sein du comité de campagne de George W. Bush. Mais elle a également condamné les déclarations publiques à l'époque de leurs adversaires démocrates, John Kerry et John Edwards, qui avaient fait état de son homosexualité lors de débats politiques télévisés. 
En 2006, Mary Cheney publie À mon tour, livre dans lequel elle revendique ouvertement son homosexualité et revendique son appartenance au Parti républicain en même temps que son admiration pour son père. Elle annonce qu'elle vit en couple depuis 15 ans avec Heather Poe. 
À la fin de cette même année, elle annonçait être enceinte, suscitant un tollé de la part de certaines personnalités politiques républicaines.
Le 23 mai 2007, elle donne naissance à son fils : Samuel David Cheney.

## Dans la culture populaire
Elle est incarnée par Alison Pill dans Vice d'Adam McKay (2018).